# 张涛 (导游)
张涛，藏族名字为阿布，云南香格里拉人，中国大陆导游，2013年10月因被中国中央电视台《朝闻天下》节目的宰客事件曝光而知名。2013年8月阿布被停团三个月，同年10月，阿布被吊销导游证，三年内不得在云南省内从事导游服务工作。

## 生平
张涛出生于云南省中甸县（现香格里拉县），由于中甸县更名为香格里拉县，他想成为一名导游。张涛随后取得了导游证，首次接到的旅游团是来自广西的团。

### 宰客事件
2013年8月12日，中国中央电视台记者（另包括游客梁某某等6人）与丽江古城国际旅行社签订了旅游合同，丽江古城国际旅行社将这6人委托迪庆香格里拉中青旅行社有限责任公司负责香格里拉段的旅游接待。迪庆香格里拉中青旅行社有限责任公司委派阿布提供导游服务，在记者报团时，工作人员称没有强迫消费。
8月14日，旅游团队行至离虎跳峡10公里左右路段，阿布强行向游客收取藏民家访费用，每人100元人民币。在收取之前阿布说：“麻烦你手上准备一百块钱，马上给我，我马上来登记。说到钱就发抖，好像又不是花几千几万，牦牛是吃什么的？牦牛是吃药草的，无形当中把冬虫夏草吃进去了。所以它的肉就是这么好吃。”随后导游又说：“藏民家访必须要去，如果100块钱不花的话，你让我怎么办，这次必须要减轻压力。”因梁某某等6人不愿参加自费项目，被该导游强行赶下旅游车，导游此时说：“花不起就下车，来来来，下车下车。快点下车。没有钱就不要出来，100块钱花不起的话，就更不要出来。”该导游现场退还这6人每人480元人民币的参团费用，并撕毁游客所持的旅游合同，还与记者发生了冲突。这是张涛第一次赶客，也是最后一次赶客。据当地人士表示，该地区已有多人因被导游赶下车困在此处。
随后记者前往旅游局投诉，有执法人员看到录像和录音，遭到了威胁，随后旅游执法人员说了最后一句话：“像你这样的滚蛋，永远不要来香格里拉！把你撂掉，我敢说这句话我就做得到！”随后经丽江市旅游局调解，由丽江古城国际旅行社按合同约定向游客赔偿合同总金额40%的违约金，每人获赔192元人民币。
事件发生后，迪庆香格里拉中青旅行社对张涛作出罚款5000元并停团三个月的内部处理。同年10月，事件被中国中央电视台《朝闻天下》节目曝光，引发民众关注。同月云南省人民政府发出文件，决定对媒体报道的“香格里拉旅游乱象”中所涉及旅行社处以十万元人民币罚款，停业整顿1个月；将相应执法人员调离迪庆州旅游执法支队；涉事导游吊销相应证件，阿布被吊销导游证，三年内不得在云南省内从事导游服务工作。迪庆州旅游局质监所所长、州旅游执法支队负责人李四春撤职待岗。这是《中华人民共和国旅游法》实施后，开出的首张特大罚单。